# Dandzandardżaagijn Sereeter
Dandzandardżagijn Sereeter, mong. Данзандаржаагийн Сэрээтэр (ur. 23 kwietnia 1943 w somonie Lün) – mongolski zapaśnik walczący w stylu wolnym. Trzykrotny olimpijczyk. Brązowy medalista z Meksyku 1968 i odpadł w eliminacjach turnieju w Tokio 1964 i Monachium 1972. Walczył w stylu wolnym w 1964 i 1968 wadze lekkiej (70 kg) a w 1972 w wadze półśredniej (74 kg). Został brązowym medalistą mistrzostw świata w 1970. Zajął drugie miejsce na igrzyskach azjatyckich w 1974 roku.
- Turniej w Tokio 1964

Przegrał z Japończykiem Iwao Horiuchi i Amerykaninem Gregorym Ruthem.
- Turniej w Meksyk 1968

Wygrał z Australijczykiem Sidneyem Marshem, Filipińczykiem Eliseo Salugtą, Turkiem Seyyitem Ahmetem Ağralą i Francuzem Guyem Marchandem. Przegrał z Irańczykiem Abdollahem Mowahhedem i zawodnikiem radzieckim Sarbergiem Beriaszwilim.
- Turniej w Monachium 1972

Pokonał Austriaka Bruno Hartmanna, a przegrał z Amerykaninem Wayne’em Wellsem i Bułgarem Janczo Pawłowem.